# 단식 승강장

그 사이에 육교가 있는 단식 승강장

단식 승강장 또는 상대식 승강장, 사이드 플랫폼(side platform)은 기차역, 노면전차 정거장 또는 환승로에서 하나 이상의 철로 또는 안내로 측면에 위치한 승강장이다. 각 이동 방향마다 하나씩 이중 측면 플랫폼을 갖춘 역은 복선 철도 노선에 사용되는 기본 설계이다. (예를 들어 선로 사이에 단일 플랫폼이 있는 섬식 승강장과 반대) 단식 승강장은 양쪽 트랙을 사용하는 탑승자가 승강장의 단일 너비를 공유할 수 있는 섬식 승강장에 비해 역의 전반적인 설치 공간이 더 넓을 수 있다.
일부 역에서는 두 단식 승강장이 선로 위와 위로 달리는 인도교로 연결된다. 이중 선로 노선에는 한 쌍의 단식 승강장이 제공되는 경우가 많지만, 단일 선로 노선에는 일반적으로 단일 단식 승강장이면 충분하다.